# Notophthiracarus rabus
Notophthiracarus rabus är en kvalsterart som beskrevs av Wojciech Niedbała 2004. Notophthiracarus rabus ingår i släktet Notophthiracarus och familjen Phthiracaridae. Inga underarter finns listade i Catalogue of Life.